# Erich Bachem

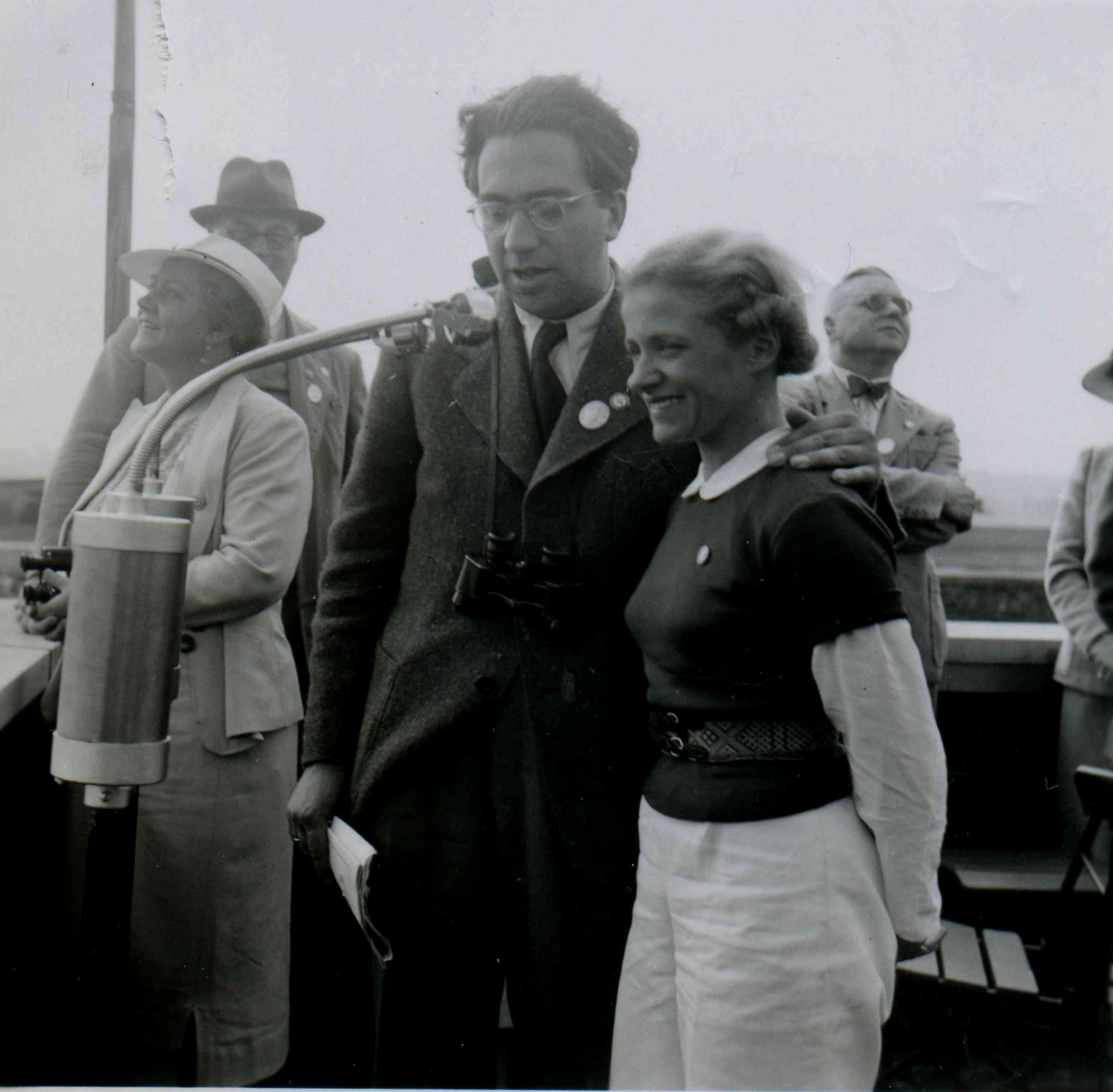
Großflugtag Kassel-Waldau 1938, Erich Bachem und Hanna Reitsch im Gespräch

Erich Hermann Bachem (* 12. August 1906 in Mülheim an der Ruhr; † 25. März 1960 ebenda) war ein deutscher Ingenieur, Konstrukteur und Pionier auf dem Gebiet der Raketentechnik.

## Leben
Erich Bachem stammte aus einer rheinisch-katholischen Kaufmannsfamilie; sein Vater war Drogist in Mülheim an der Ruhr. Nach dem Abitur 1925 am Königlichen Gymnasium mit Realgymnasium seiner Heimatstadt nahm er ein Maschinenbaustudium an der Technischen Hochschule Stuttgart auf. Hier kam er erstmals mit der Fliegerei in Berührung.
Nach dem Abschluss seines Studiums als Diplom-Ingenieur und einer Zwischenstation in Berlin, wo er sich zum Flugbaumeister ausbilden ließ, nahm er 1933 eine Stelle als technischer Direktor bei den Fieseler-Werken in Kassel an. Am 26. Juli 1937 beantragte er die Aufnahme in die NSDAP und wurde rückwirkend zum 1. Mai desselben Jahres aufgenommen (Mitgliedsnummer 4.624.713). 1938 wurde Bachem Chef der Entwicklungsabteilung. Mit einem Lehrbuch über den Segelflug und einer Publikation über das Flugzeug als Massenverkehrsmittel der Zukunft machte er sich auch als Autor einen Namen. Während dieser Zeit entwarf Bachem mit dem Aero-Sport einen der ersten Wohnwagen; dieser wurde von dem Segelflugzeughersteller Wolf Hirth in Kirchheim unter Teck hauptsächlich aus Sperrholz gebaut. Bis Anfang 1942 war Bachem als Technischer Direktor bei Fieseler tätig; danach gründete er in Waldsee im Februar 1942 die Bachem-Werke GmbH, einen Zulieferbetrieb für die Luftfahrtindustrie.
Gegen Kriegsende baute er für die SS das erste senkrecht startende bemannte Raketenflugzeug Bachem Ba 349, besser bekannt unter dem Namen „Natter“, das einen ersten bemannten senkrecht Start Testflug am 1. März 1945 absolvierte. Der Testpilot Lothar Sieber kam dabei ums Leben.
Bei vormals durchgeführten Testflügen mit dem Testpiloten Hans Zübert erreichte die Natter bis zu 500 km/h
1947/48 verließ Erich Bachem Deutschland über die Schweiz, um nach Argentinien überzusiedeln. Möglicherweise wollte er damit US-Agenten entgehen, die planten, ihn zusammen mit der Wernher-von-Braun-Gruppe in die USA zu schicken (Operation Overcast). In Argentinien errichtete er unter anderem eine Fabrik für Gitarren mit auswechselbaren Böden.

## Ruhrthaler Maschinenfabrik Schwarz & Dyckerhoff
1952 kam Bachem zurück nach Deutschland, um technischer Direktor bei der Firma seines Schwiegervaters Heinrich Wilhelm Schwarz in Mülheim an der Ruhr zu werden, der Ruhrthaler Maschinenfabrik Schwarz & Dyckerhoff GmbH. Dort entwickelte er moderne, stromlinienförmige Grubenlokomotiven, Ruhrthaler „Vollsicht“, sowie diverse andere Grubenmaschinen und Übertagedieselloks. Diesen Posten hatte Erich Bachem bis zu seinem frühen Tod inne.

## Eriba
Ab 1957 baute er zusammen mit Erwin Hymer für dessen Firma Hymer in Bad Waldsee verschiedene Wohnanhänger, die unter dem Markennamen Eriba (für Erich Bachem oder seine Frau Erika Bachem) mit Typbezeichnungen wie Troll und Puck produziert wurden. Für den französischen Markt produzierte Hymer auch ein Wohnmobil unter dem Namen Eriba.
Seine Witwe Erika Bachem war nach Erich Bachems Tod Mitinhaberin der Eriba-Werke. Sie starb 1978 in Mülheim an der Ruhr.

## Schriften
- Die Praxis des Leistungs-Segelfliegens, Volckmann, Berlin-Charlottenburg 1932, 2. erweiterte Auflage 1936
- Das Problem des Schnellstfluges, Franckh, Stuttgart 1933
- Beitrag in: Probleme aus der astronautischen Grundlagenforschung, hrsg. v. Heinz H. Koelle, 1952